# Crocidophora discolorata
Crocidophora discolorata là một loài bướm đêm trong họ Crambidae.